# 櫻桃色

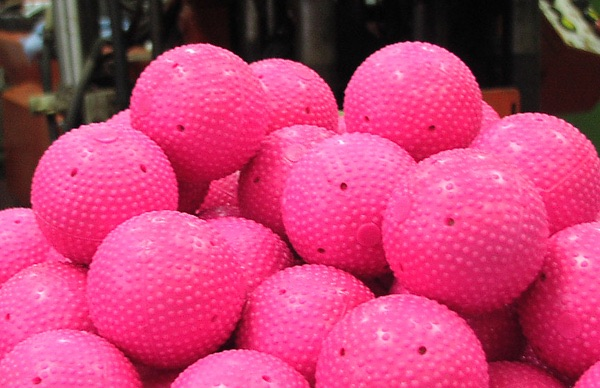
班迪球

櫻桃色（英語：Cerise），是一種顏色，是紅色顏色之一，是紅帶紫的色彩，來自法文櫻桃一詞，櫻桃一詞本身來自諾曼底語cherise。

## 外部連結
- Check out the entire crayola crayon history including Cerise, added in 1993 （页面存档备份，存于）